# Missing...Presumed Having a Good Time
Missing...Presumed Having a Good Time je jedini studijski album grupe The Notting Hillbillies. Tri su skladbe objavljene kao singlovi, i to: „Your Own Sweet Way“, „Feel Like Going Home“ i „Will You Miss Me“.

## Popis pjesama
1. "Railroad Worksong" – 5:29
2. "Bewildered"  – 2:37
3. "Your Own Sweet Way" – 4:32
4. "Run Me Down" – 2:25
5. "One Way Gal" – 3:10
6. "Blues stay Away from Me" – 3:50
7. "Will You Miss Me" – 3:52
8. "Please Baby" – 3:50
9. "Weapon of Prayer" – 3:10
10. "That's Where I Belong" – 2:51
11. "Feel Like Going Home" – 4:52

## Izvođači
- Mark Knopfler - gitara, vokal
- Steve Phillips - gitara, vokal
- Brendan Croker - gitara, vokal
- Guy Fletcher - gitara, vokal
- Paul Franklin - pedal steel gitara
- Marcus Cliff - bas
- Ed Bicknell - udaraljke